# 东瑶古窑
东瑶古窑，位于中国广东省河源市龙川县佗城镇，为龙川县的一个县级文物保护单位，类型为古遗址，公布时间为1986年9月。
东瑶古窑的历史年代为唐、宋。